# Église Sainte-Barbe de Jérissa
L'église de Jérissa, située dans la ville de Jérissa en Tunisie, est une église catholique bâtie à l'époque du protectorat français. Cédée au gouvernement tunisien au moment des nationalisations des compagnies minières, elle abrite désormais le musée géologique et minier de la ville.

## Paroisse de Jérissa pendant le protectorat
L'exploitation des gisements de fer à partir de 1907 par la Société du Djebel Djerissa est à l'origine de la création de la ville dans cette région précédemment désertique. Pour mettre en place les installations de la mine, des ingénieurs et des techniciens français s'établissent sur place. Une main d'œuvre venue, entre autres pays d'Italie, complète cette présence chrétienne naissante. La paroisse de Jérissa est créée dès 1908. Les premières messes sont dites en 1909 par l'abbé Cohard dans une salle mise à sa disposition.
Le chantier de l'église de Jérissa, financé par la société exploitant le gisement, commence bientôt. Le 29 octobre 1911, la nouvelle église est bénie par l'archevêque de Carthage, Monseigneur Clément Combes, venu tout spécialement de Tunis par la voie ferrée bâtie pour évacuer le minerai extrait sur place vers les ports tunisiens. Le même jour, on bénit la cloche et les enfants qui font leur première communion. Comme il se doit, l'église est dédiée à sainte Barbe, patronne des mineurs.
La paroisse couvre plusieurs villages miniers des environs, Kalaa Djerda, Sidi Amor, Garnalfaya, Kalaat Es-Senam ainsi que Tajerouine et Thala, et c'est parfois le même prêtre qui dessert plusieurs de ces villages isolés. Ainsi, l'abbé Tardy dit la messe un dimanche sur deux à Kalaa Djerda et l'autre à Sidi Amor, et tous les dimanches soir à Jérissa. Le lundi, il est à Tajerouine une fois par mois. Tous les jeudis, il se rend à Kalaa Djerda et deux vendredis par mois à Thala pour y dire la messe. Le samedi, on le retrouve à Kalaat Es-Senam deux fois par mois. C'est peut-être pourquoi, arrivé en 1950, il repart l'année suivante pour raisons de santé.

## Bâtiment après l'indépendance
La mine est peu touchée par les bouleversements causés par l'indépendance. Il y a peu de fonctionnaires et le gisement est exploité par une compagnie privée. La Sainte-Barbe est toujours fêtée chaque année à Jérissa comme à Kalaa Djerda. En 1959, pour la première fois, la procession ne peut se tenir qu'après que le gouverneur du Kef ait donné son autorisation et, la même année, le délégué de Kalaat Es-Senam demande au prêtre de vider la chapelle du village de tous les objets de culte et de remettre les clés à la police, ce qu'il refuse après en avoir informé l'archevêque.
La paroisse se vide peu à peu des Européens. S'il reste encore cinquante enfants inscrits au catéchisme en 1960, ils ne sont plus que trois en 1964. Comme les églises de Jérissa et Kalaa Djerda appartiennent à la compagnie minière, elles ne sont pas concernées par le modus vivendi signé entre le gouvernement tunisien et le Vatican le 10 juillet 1964 et rétrocédant au gouvernement tunisien les lieux de culte. Tant que les mines ont du personnel chrétien, un prêtre vient leur rendre visite mais cela ne dure pas : les mines sont nationalisées ainsi que leur patrimoine immobilier et le personnel européen renvoyé. Le culte s'arrête alors faute de fidèles.
L'église de Jérissa a depuis été restaurée. Après avoir abrité un complexe culturel, elle accueille désormais le musée géologique et minier de la ville.

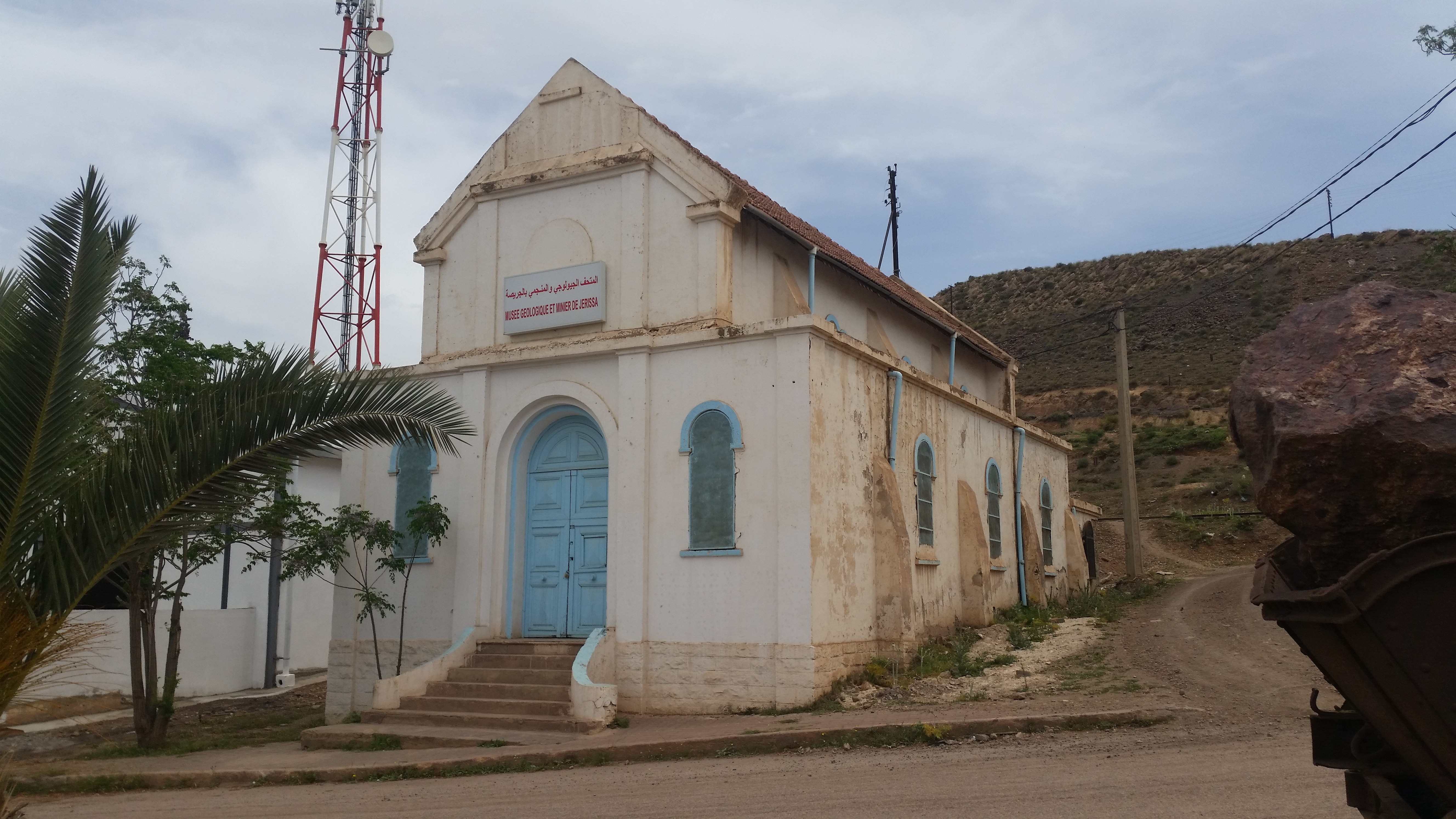
Façade nord-ouest de l'église.
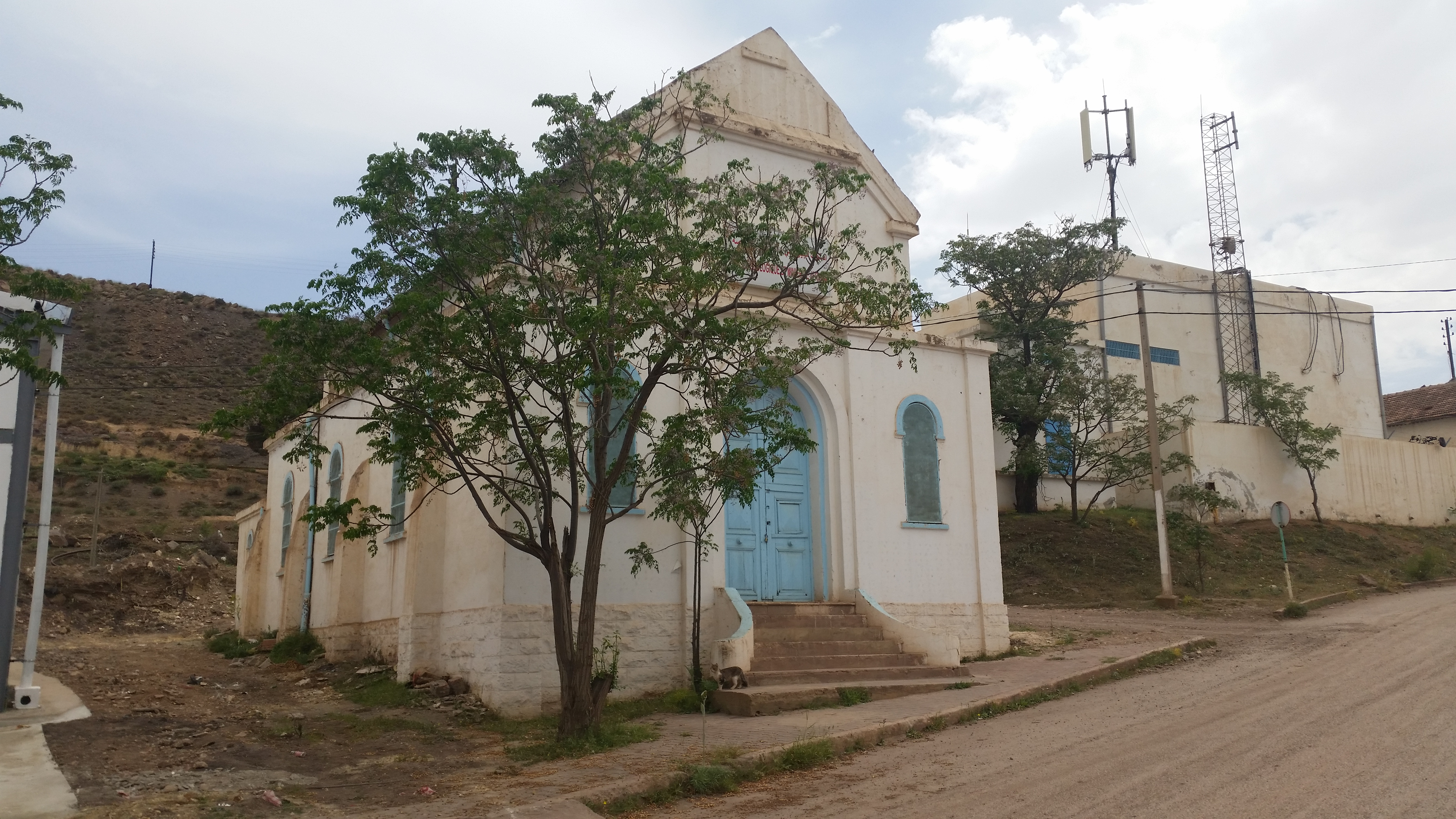
Façade nord-est de l'église.
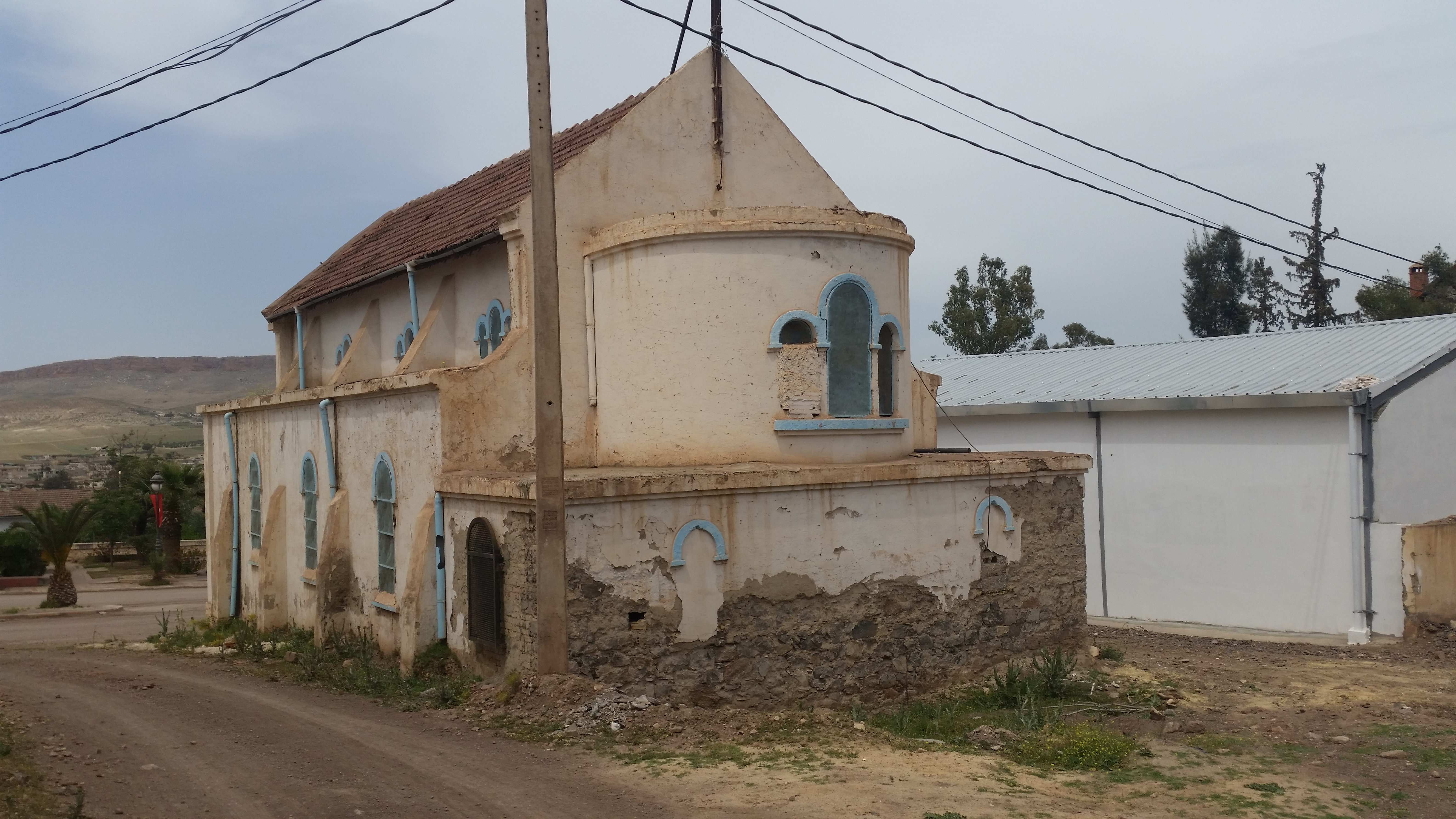
Façade sud-ouest de l'église.
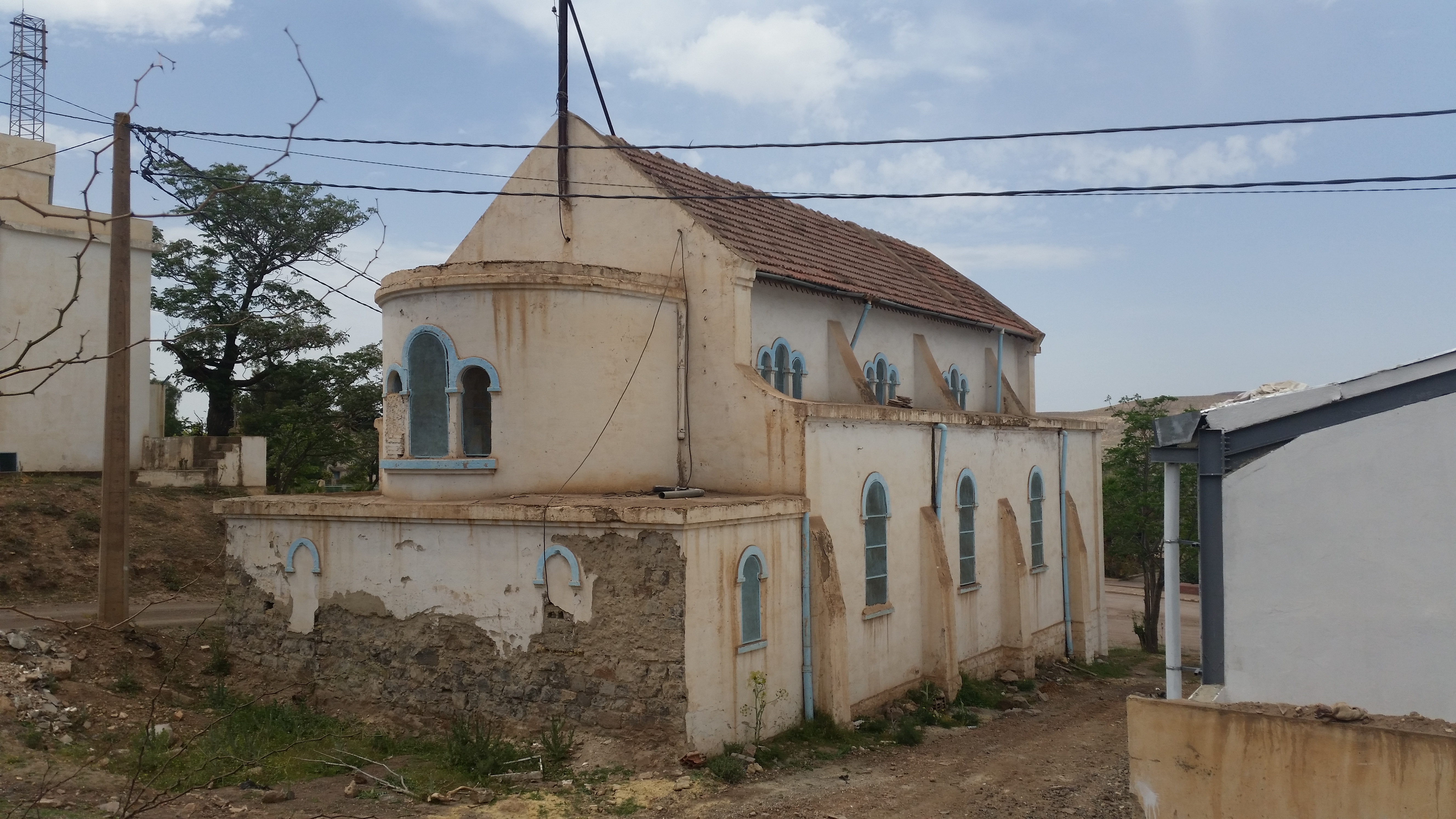
Façade sud-est de l'église.
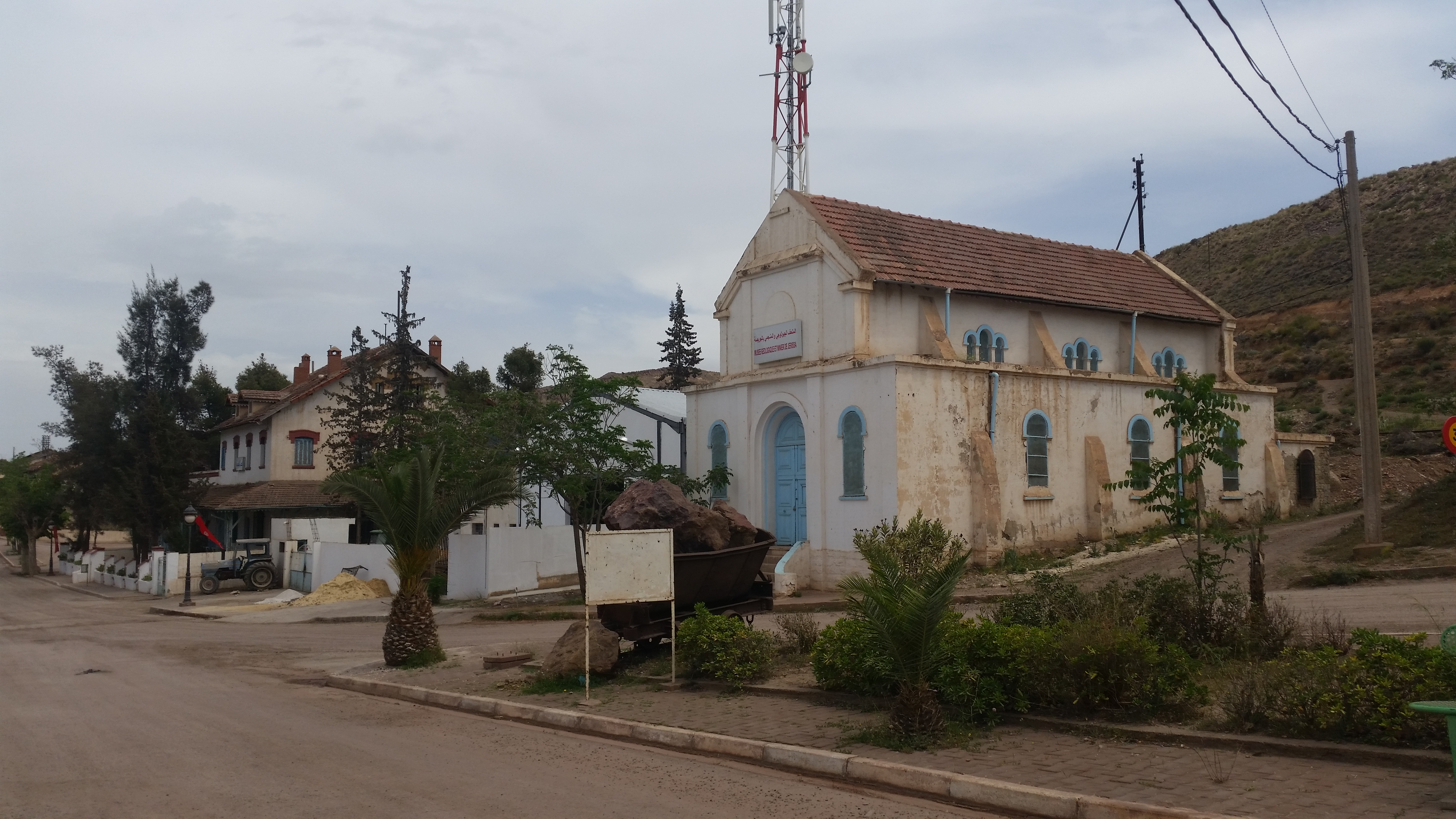
Vue de l'ancien hôtel et de l'ancienne église.

## Ecclésiastiques responsables de la paroisse
- Abbé Cohard (1908-?) ;
- Abbé Saliba (?-1950) ;
- Abbé Tardy (1950-1951) ;
- Abbé Lanoir (1951-1964).